# NGC 1114
NGC 1114 (również PGC 10669) – galaktyka spiralna (Sc), znajdująca się w gwiazdozbiorze Erydanu. Odkrył ją William Herschel 6 października 1785 roku.